# Remo nos Jogos Olímpicos de Verão de 2020 - Quatro sem masculino
A competição do quatro sem masculino do remo nos Jogos Olímpicos de Verão de 2020 foi realizada entre 24 e 28 de julho de 2021, no Sea Forest Waterway, em Tóquio. Um total de 41 remadores de 10 Comitês Olímpicos Nacionais (CON) participaram do evento.

## Qualificação
Cada CON pode classificar um único barco de quatro remadores no quatro sem masculino. Um total de 10 vagas estavam disponíveis, sendo atribuídas da seguinte forma:
- 8 pelo Campeonato Mundial de 2019;
- 2 pelas regatas de qualificação finais.

## Formato
No quatro sem cada barco é impulsionado por quatro remadores. Por serem barcos de pontas, cada remador tem remos em apenas um lado, de forma alternada; isso contrasta com os barcos parelhos em que cada remador usa dois remos, um de cada lado do barco. A competição consiste em rodadas e usa o formato de três fases. As finais são realizadas para determinar a colocação de cada barco (na final A são definidos os medalhistas). O percurso usa a distância de 2000 metros que se tornou o padrão olímpico em 1912.

## Calendário
Horário local (UTC+9)
| Dia         | Horário | Fase          |
| ----------- | ------- | ------------- |
| 24 de julho | 11:40   | Eliminatórias |
| 25 de julho | 13:10   | Repescagem    |
| 28 de julho | 8:40    | Final B       |
| 28 de julho | 10:10   | Final A       |

## Medalhistas
|  | AUS Austrália                                                   |  | ROU Romênia                                                     |  | ITA Itália                                                                  |
|  | Alexander Purnell Spencer Turrin Jack Hargreaves Alexander Hill |  | Mihăiță Țigănescu Mugurel Semciuc Ștefan Berariu Cosmin Pascari |  | Matteo Castaldo Matteo Lodo Giuseppe Vicino Marco Di Costanzo Bruno Rosetti |

## Resultados

### Eliminatórias
Os dois primeiros de cada bateria se classificam para a Final A, enquanto o restante disputa a repescagem.
Eliminatória 1
| Pos. | Raia | Remadores                                                       | CON                | Tempo   | Notas |
| ---- | ---- | --------------------------------------------------------------- | ------------------ | ------- | ----- |
| 1    | 1    | Alexander Purnell Spencer Turrin Jack Hargreaves Alexander Hill | AUS Austrália      | 5:54.27 | FA    |
| 2    | 5    | Andrew Reed Anders Weiss Michael Grady Clark Dean               | USA Estados Unidos | 5:57.27 | FA    |
| 3    | 3    | Jan van der Bij Boudewijn Röell Sander de Graaf Nelson Ritsema  | NED Países Baixos  | 6:00.27 | R     |
| 4    | 2    | Mihăiță Țigănescu Mugurel Semciuc Ștefan Berariu Cosmin Pascari | ROU Romênia        | 6:03.51 | R     |
| 5    | 4    | Lawrence Brittain Kyle Schoonbee John Smith Sandro Torrente     | RSA África do Sul  | 6:25.34 | R     |

Eliminatória 2
| Pos. | Raia | Remadores                                                             | CON              | Tempo   | Notas |
| ---- | ---- | --------------------------------------------------------------------- | ---------------- | ------- | ----- |
| 1    | 1    | Oliver Cook Matthew Rossiter Rory Gibbs Sholto Carnegie               | GBR Grã-Bretanha | 5:55.36 | FA    |
| 2    | 5    | Matteo Castaldo Bruno Rosetti Matteo Lodo Giuseppe Vicino             | ITA Itália       | 5:57.67 | FA    |
| 3    | 3    | Mateusz Wilangowski Mikołaj Burda Marcin Brzeziński Michał Szpakowski | POL Polônia      | 6:03.38 | R     |
| 4    | 2    | Paul Jacquot Markus Kessler Joel Schürch Andrin Gulich                | SUI Suíça        | 6:04.09 | R     |
| 5    | 4    | Jakub Buczek Luke Gadsdon Gavin Stone Will Crothers                   | CAN Canadá       | 6:05.47 | R     |

### Repescagem
Os dois primeiros se classificam para a Final A; enquanto o restante disputa a Final B (fora da chance por medalhas).
| Pos. | Raia | Remadores                                                             | CON               | Tempo   | Notas |
| ---- | ---- | --------------------------------------------------------------------- | ----------------- | ------- | ----- |
| 1    | 2    | Mihăiță Țigănescu Mugurel Semciuc Ștefan Berariu Cosmin Pascari       | ROU Romênia       | 6:09.72 | FA    |
| 2    | 3    | Jan van der Bij Boudewijn Röell Sander de Graaf Nelson Ritsema        | NED Países Baixos | 6:11.22 | FA    |
| 3    | 4    | Mateusz Wilangowski Mikołaj Burda Marcin Brzeziński Michał Szpakowski | POL Polônia       | 6:12.52 | FB    |
| 4    | 1    | Jakub Buczek Luke Gadsdon Gavin Stone Will Crothers                   | CAN Canadá        | 6:15.86 | FB    |
| 5    | 5    | Paul Jacquot Markus Kessler Joel Schürch Andrin Gulich                | SUI Suíça         | 6:27.80 | FB    |
| 6    | 6    | Lawrence Brittain Kyle Schoonbee John Smith Sandro Torrente           | RSA África do Sul | 6:30.34 | FB    |

### Finais
As regatas finais definem as posições de todos os remadores. Na Final A são decididos os medalhistas.
Final B
| Pos. | Raia | Remadores                                                             | CON               | Tempo   | Notas |
| ---- | ---- | --------------------------------------------------------------------- | ----------------- | ------- | ----- |
| 7    | 2    | Mateusz Wilangowski Mikołaj Burda Marcin Brzeziński Michał Szpakowski | POL Polônia       | 5:57.17 |       |
| 8    | 3    | Jakub Buczek Luke Gadsdon Gavin Stone Will Crothers                   | CAN Canadá        | 5:58.29 |       |
| 9    | 1    | Paul Jacquot Markus Kessler Joel Schürch Andrin Gulich                | SUI Suíça         | 6:02.32 |       |
| 10   | 4    | Lawrence Brittain Kyle Schoonbee John Smith Sandro Torrente           | RSA África do Sul | 6:09.85 |       |

Final A
| Pos.              | Raia | Remadores                                                       | CON                | Tempo   | Notas |
| ----------------- | ---- | --------------------------------------------------------------- | ------------------ | ------- | ----- |
| Medalha de ouro   | 3    | Alexander Purnell Spencer Turrin Jack Hargreaves Alexander Hill | AUS Austrália      | 5:42.76 | OB    |
| Medalha de prata  | 1    | Mihăiță Țigănescu Mugurel Semciuc Ștefan Berariu Cosmin Pascari | ROU Romênia        | 5:43.13 |       |
| Medalha de bronze | 5    | Matteo Castaldo Marco Di Costanzo Matteo Lodo Giuseppe Vicino   | ITA Itália         | 5:43.60 |       |
| 4                 | 4    | Oliver Cook Matthew Rossiter Rory Gibbs Sholto Carnegie         | GBR Grã-Bretanha   | 5:45.78 |       |
| 5                 | 2    | Andrew Reed Anders Weiss Michael Grady Clark Dean               | USA Estados Unidos | 5:48.85 |       |
| 6                 | 6    | Jan van der Bij Boudewijn Röell Sander de Graaf Nelson Ritsema  | NED Países Baixos  | 5:50.81 |       |